# Frictional Games
Frictional Games es una desarrolladora de videojuegos independiente ubicada en Helsingborg (Suecia). La desarrolladora está compuesta por un pequeño equipo liderado por Thomas Grip y Jens Nilsson. Ciertos apartados como la música y el diseño narrativo son realizados por personal externo como Mikko Tarmia y Tom Jubert, respectivamente. Edward Rudd se encarga de las adaptaciones a Linux y Mac OS X.
Hasta ahora, Frictional Games se ha centrado en el género de aventuras y Horror de supervivencia, pero el equipo ha afirmado que está abierto a nuevas ideas.
Todos los títulos de Frictional han sido desarrollados empleando su propio motor llamado HPL. El propio Penumbra fue originalmente una demo creada en 2006 para mostrar las posibilidades de este.
El primer videojuego comercializado por el estudio fue el Horror de supervivencia Penumbra: Overture en 2007, seguido por su secuela Penumbra: Black Plague en 2008 y finalmente la expansión Penumbra: Requiem también en 2008.
En 2010, Frictional Games lanzó su cuarto juego Amnesia: The Dark Descent que incluyó la versión de su HPL Engine.
En octubre de 2013 se publicó el primer teaser tráiler de SOMA, el nuevo videojuego del estudio, que esta ambientado en un mundo submarino y trata de temas más filosóficos de los juegos anteriores del estudio. SOMA fue sacado el 22 de septiembre de 2015.
En este momento el estudio esta trabajando en dos proyectos a la vez y Frictional espera anunciar algo nuevo antes del fin del año.

## Listado de videojuegos
| Año  | Título                      | Desarrollador | Editor / Publicador | Plataforma | Plataforma | Plataforma | Plataforma | Motor        |
| Año  | Título                      | Desarrollador | Editor / Publicador | Lin        | Mac        | Win        | PS4        | Motor        |
| ---- | --------------------------- | ------------- | ------------------- | ---------- | ---------- | ---------- | ---------- | ------------ |
| 2007 | Penumbra: Overture          | Sí            | No                  | Sí         | Sí         | Sí         | No         | HPL Engine 1 |
| 2008 | Penumbra: Black Plague      | Sí            | No                  | Sí         | Sí         | Sí         | No         | HPL Engine 1 |
| 2008 | Penumbra: Requiem           | Sí            | No                  | Sí         | Sí         | Sí         | No         | HPL Engine 1 |
| 2010 | Amnesia: The Dark Descent   | Sí            | Sí                  | Sí         | Sí         | Sí         | No         | HPL Engine 2 |
| 2013 | Amnesia: A Machine for Pigs | No            | Sí                  | Sí         | Sí         | Sí         | No         | HPL Engine 2 |
| 2015 | Soma                        | Sí            | Sí                  | Sí         | Sí         | Sí         | Sí         | HPL Engine 3 |
| 2016 | Amnesia Collection          | No            | No                  | No         | No         | No         | Sí         | HPL Engine   |
| 2020 | Amnesia: Rebirth            | Sí            | Sí                  | Sí         | Sí         | Sí         | Sí         | HPL Engine 3 |
| 2023 | Amnesia: The Bunker         | Sí            | Sí                  | No         | No         | Sí         | Sí         | HPL Engine 3 |